# Castell de l'Olla
El Castell de l'Olla és un espectacle pirotècnic que se celebra anualment a la localitat d'Altea (Marina Baixa). La primera edició va tindre lloc el 1987, i la seua organització va a càrrec de la denominada Confraria del Castell.
Cada estiu, el dissabte més proper a la festivitat de Sant Llorenç, té lloc aquest espectacle de caràcter pirotècnic, considerat com un dels més destacats del País Valencià. Consta de diversos castells de focs d'artifici, ubicats en una sèrie de plataformes dins la làmina d'aigua de la Platja de l'Olla d'Altea. La superfície sobre l'aigua pot arribar als 400 metres quadrats, mentre que la pólvora disparada és de prop de dues tones a cada edició.
Compta amb uns números de públic que gira entre els 40.000 i els 50.000 espectadors, per la qual cosa esdevé un dels espectacles amb major assistència al País Valencià. Ha sigut declarat Bé Etnogràfic d'Interés Cultural pel Consell Valencià de Cultura.